# Вальер, Факундо
Факу́ндо Федери́ко Валье́р Мартиаре́на (исп. Facundo Federico Waller Martiarena; родился 9 апреля 1997 года, Колония-дель-Сакраменто, Уругвай) — уругвайский футболист, полузащитник клуба «Пуэбла».

## Клубная карьера
Вальер — воспитанник клуба «Пласа Колония» из своего родного города. 19 апреля 2014 года в матче против «Рочи» он дебютировал в уругвайской Сегунде. В 2015 году Факундо помог клубу выйти в элиту. 15 августа в матче против «Рентистас» он дебютировал в уругвайской Примере. В своём первом сезоне он помог клубу завоевать серебряные медали чемпионата. 19 марта в матче против «Суд Америка» Вальер забил свой первый гол за «Пласа Колония».
В начале 2018 года Вальер перешёл в «Насьональ». Однако на протяжении всего года он восстанавливался от травмы, полученной ещё в мае 2017 года. В результате, не сыграв ни одного матча за «трёхцветных», игрок в начале 2019 года вернулся в «Пласа Колонию».
21 декабря 2022 года подписал соглашение с «Пуэблой», рассчитанное на 3,5 года.

## Международная карьера
В 2017 года Вальер в составе молодёжной сборной Уругвая выиграл молодёжный чемпионат Южной Америки в Эквадоре. На турнире он сыграл в матчах против команд Перу, Колумбии, Бразилии а также дважды Венесуэлы и Аргентины. В поединке против колумбийцев Факундо забил гол.
В том же году Вальер принял участие в молодёжном чемпионате мира в Южной Корее. На турнире он сыграл в матче против команды Италии.

## Достижения
Международные
 Уругвай (до 20)
- Чемпионат Южной Америки по футболу среди молодёжных команд — 2017